# Губочан, Томаш
То́маш Гу́бочан (словац. Tomáš Hubočan; род. 17 сентября 1985, Жилина, Чехословакия) — словацкий футболист, защитник. Выступал в национальной сборной Словакии. Входит в 10-ку лидеров по количеству сыгранных матчей в истории сборной Словакии.

## Биография

### Ранняя карьера
С юных лет Томаш выступал за словацкий клуб «Жилина», где и прошли все этапы его самосовершенствования. С 2004 по 2005 год числился в заявке, но на поле появлялся нечасто. А в январе 2006 года он на правах аренды переехал в Злате-Моравце в скромный местный клуб «ВиОн». В июне 2006 года Томаш вернулся в «Жилину», где тут же стал основным игроком команды, заработав славу одного из лучших защитников чемпионата Словакии. В сезоне 2006/07 выиграл чемпионат Словакии. В составе главной команды Словакии Губочан дебютировал 21 ноября 2007 года в матче против сборной Сан-Марино.

### «Зенит»

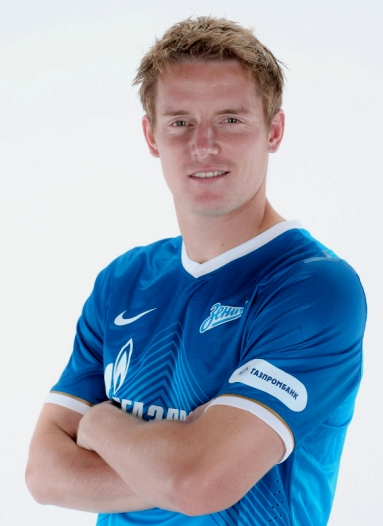
Губочан в «Зените»

11 февраля 2008 года подписал трёхлетний контракт с «Зенитом», сумма трансфера составила 3,8 млн евро. Кроме «Зенита» Томашем интересовались немецкие клубы «Бохум» и «Нюрнберг», однако питерцы были настойчивее других и предложили более выгодные условия как Губочану, так и его бывшему клубу. В составе петербургского клуба в 2008 году стал обладателем Суперкубка России и Суперкубка УЕФА.
30 сентября 2008 года срезал мяч в свои ворота на 4-й минуте матча группового этапа Лиги чемпионов «Зенит» — «Реал Мадрид», в итоге «Зенит» проиграл тот матч 1:2.
В 2008 году провёл 4 матча за дублирующий состав «Зенита», во всех выходил в стартовом составе, ни разу не был заменён. За основной состав провёл в сезоне-2008 14 игр, из них 11 в чемпионате, голов не забивал. Во многом столь малое количество матчей было обусловлено нежеланием тренера «Зенита» Дика Адвоката менять состав. Губочана голландец выпускал лишь в крайних случаях, хотя своей игрой словацкий защитник постоянно доказывал, что достоин гораздо большего.
В сезоне 2009 года после многочисленных травм коллег по обороне «Зенита» Томаш получил шанс закрепиться в основе, что не удалось ему ранее, однако в то время он продолжал оставаться игроком ближнего резерва, проведя на начало августа семь официальных матчей за сезон. Когда крайние защитники «Зенита» были дисквалифицированы, Томаш провёл несколько матчей (против португальского «Насьонала» и самарских «Крыльев Советов») на новых для себя позициях. Всего в сезоне 2009 Томаш Губочан провёл на поле в составе «Зенита» 15 встреч (11 — чемпионат России, 2 — первенство молодёжных команд, 1 — Кубок России, 1 — Лига Европы).

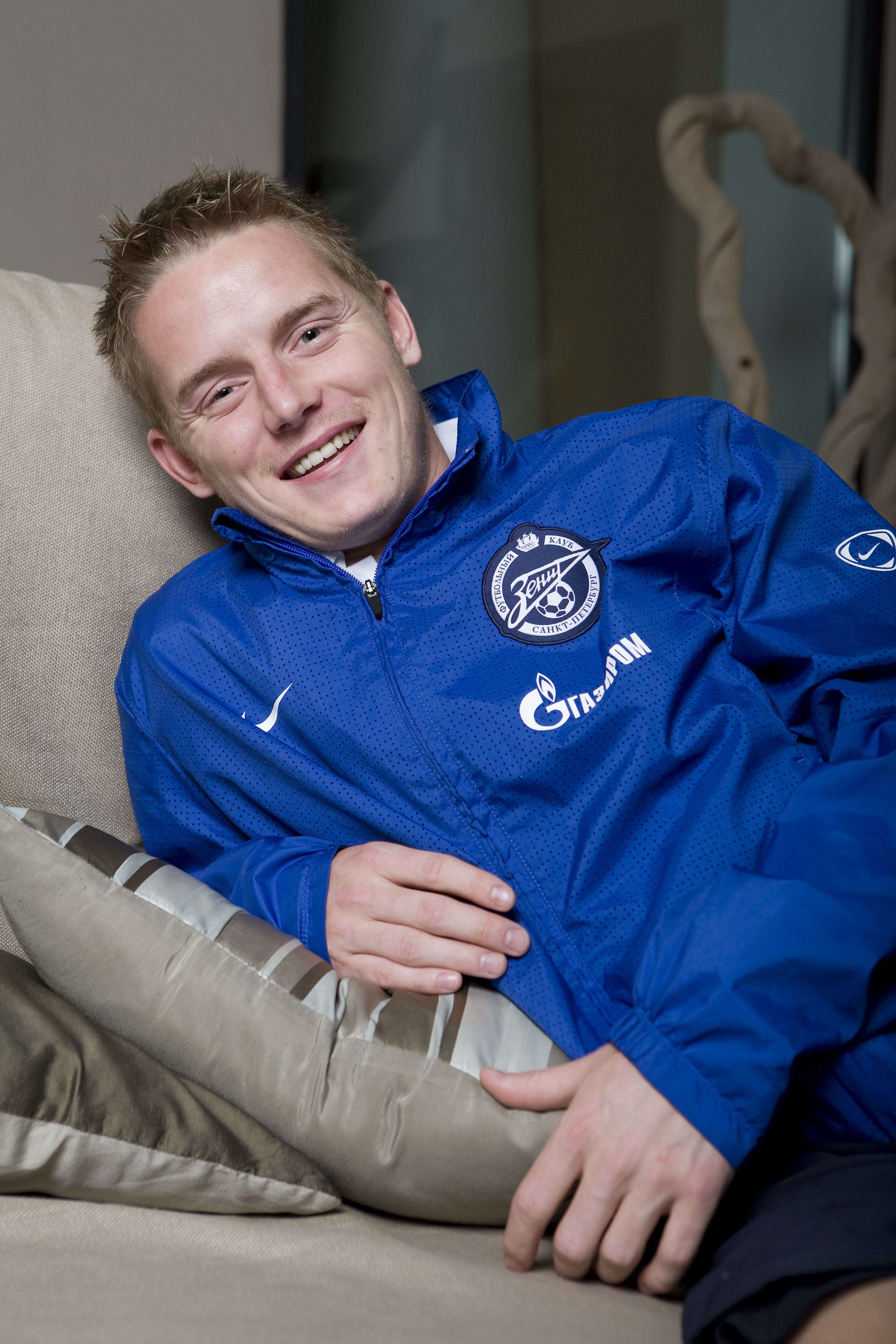

В 2010 году на тренировочных сборах «Зенита» стал автором двух мячей, тем самым сумев привлечь к себе внимание нового главного тренера «Зенита» Лучано Спаллетти.
С начала сезона 2010 на позиции левого защитника (при том, в клуб он приходил как центральный или правый защитник) стал игроком стартового состава клуба, выиграв конкуренцию за позицию у Микаэля Лумба и Радека Ширла. 30 сентября 2010 года в матче против греческого АЕКа на 42-й секунде мощнейшим ударом с 26-ти метров пробил ворота Янниса Арабатциса, тем самым открыв счёт своим голам за «Зенит».
После прихода в команду ещё одного левого защитника Луковича Губочан рисковал вновь потерять место в основном составе, однако Лучано Спаллетти продолжал доверять Томашу. Лишь после покупки Кришито Губочан вынужден был освободить левый фланг обороны «Зенита». Некоторое время Спаллетти, пользуясь уникальным умением Томаша играть на любой позиции в обороне, при ротации состава выставлял словака и на правом фланге, и на левом, и в центре защиты, и в итоге Губочан вытеснил из состава Бруну Алвеша.
В концовке сезона 2011/12 Томаш стал ключевым игроком обороны «Зенита».
После прихода на пост главного тренера Андре Виллаша-Боаша Губочан перестал быть ключевым игроком обороны «Зенита» и в летнее межсезонье был выставлен на трансфер.

### «Динамо»
29 августа 2014 года перешёл в московское «Динамо». Контракт подписан на 3 года. 4 декабря 2014 года забил свой первый гол за «Динамо» в матче против «Мордовии». В матче 1-го тура чемпионата России 2015/16 получил удар в лицо от полузащитника «Зенита» Хави Гарсии. Гарсия получил за этот эпизод 1 матч дисквалификации и принес извинения Губочану.

### «Олимпик Марсель»
Летом 2016 года Губочан перешёл в марсельский «Олимпик». Сумма трансфера составила 1,2 млн евро. Соглашение с игроком рассчитано на три года. 14 августа 2016 года Губочан дебютировал за новый клуб в матче чемпионата против «Тулузы». Он отыграл всю игру, результативными действиями не отметился, матч завершился со счетом 0:0.

## Достижения
«Жилина»
- Чемпион Словакии (2): 2004, 2007
- Обладатель Суперкубка Словакии: 2007

«Зенит»
- Чемпион России (2): 2010, 2011/12
- Обладатель Кубка России: 2009/10
- Обладатель Суперкубка России: 2008

«Омония»
- Чемпион Кипра: 2020/21
- Обладатель Кубка Кипра: 2021/22
- Обладатель Суперкубка Кипра: 2021

Личные
- В списках 33 лучших футболистов чемпионата России: № 1 (2010), № 2 (2012)

## Личная жизнь
8 мая 2014 года стал отцом. У Томаша и его невесты Ванды родились двойняшки Шимон и Адам.

## Статистика
| Клуб            | Сезон   | Лига | Лига | Кубок | Кубок | Еврокубки | Еврокубки | Другие | Другие | Всего | Всего |
| Клуб            | Сезон   | Игры | Голы | Игры  | Голы  | Игры      | Голы      | Игры   | Голы   | Игры  | Голы  |
| --------------- | ------- | ---- | ---- | ----- | ----- | --------- | --------- | ------ | ------ | ----- | ----- |
| Зенит (СПб)     | 2008    | 11   | 0    | 1     | 0     | 2         | 0         | 1      | 0      | 15    | 0     |
| Зенит (СПб)     | 2009    | 10   | 0    | 1     | 0     | 1         | 0         | -      | -      | 13    | 0     |
| Зенит (СПб)     | 2010    | 23   | 0    | 3     | 0     | 5         | 1         | -      | -      | 31    | 1     |
| Зенит (СПб)     | 2011/12 | 30   | 0    | 4     | 0     | 8         | 0         | 0      | 0      | 42    | 0     |
| Зенит (СПб)     | 2012/13 | 24   | 0    | 3     | 0     | 9         | 0         | 1      | 0      | 37    | 0     |
| Зенит (СПб)     | 2013/14 | 15   | 0    | 0     | 0     | 8         | 0         | 1      | 0      | 24    | 0     |
| Всего           | Всего   | 113  | 0    | 10    | 0     | 31        | 1         | 3      | 0      | 162   | 1     |
| Динамо (Москва) | 2014/15 | 7    | 1    | 1     | 0     | 4         | 0         | -      | -      | 12    | 1     |
| Всего           | Всего   | 7    | 1    | 1     | 0     | 4         | 0         | 0      | 0      | 12    | 1     |
| Итого           | Итого   | 120  | 1    | 11    | 0     | 35        | 1         | 3      | 0      | 169   | 2     |

| Матчи и голы Губочана за сборную Словакии | Матчи и голы Губочана за сборную Словакии | Матчи и голы Губочана за сборную Словакии | Матчи и голы Губочана за сборную Словакии | Матчи и голы Губочана за сборную Словакии | Матчи и голы Губочана за сборную Словакии | Матчи и голы Губочана за сборную Словакии |
| №                                         | Дата                                      | Оппонент                                  | Счёт                                      | Голы                                      | Соревнование                              |                                           |
| ----------------------------------------- | ----------------------------------------- | ----------------------------------------- | ----------------------------------------- | ----------------------------------------- | ----------------------------------------- | ----------------------------------------- |
| 1                                         | 21 ноября 2007                            | Сан-Марино                                | 5:0                                       | -                                         | Отборочные матчи ЧЕ-2008                  |                                           |
| 2                                         | 6 февраля 2008                            | Венгрия                                   | 1:1                                       | -                                         | Товарищеский матч                         |                                           |
| 3                                         | 26 марта 2008                             | Исландия                                  | 1:2                                       | -                                         | Товарищеский матч                         |                                           |
| 4                                         | 20 мая 2008                               | Турция                                    | 0:1                                       | -                                         | Товарищеский матч                         |                                           |
| 5                                         | 20 августа 2008                           | Греция                                    | 0:2                                       | -                                         | Товарищеский матч                         |                                           |
| 6                                         | 11 августа 2010                           | Хорватия                                  | 1:1                                       | -                                         | Товарищеский матч                         |                                           |
| 7                                         | 3 сентября 2010                           | Македония                                 | 1:0                                       | -                                         | Отборочные матчи ЧЕ-2012                  |                                           |
| 8                                         | 7 сентября 2010                           | Россия                                    | 1:0                                       | -                                         | Отборочные матчи ЧЕ-2012                  |                                           |
| 9                                         | 12 октября 2010                           | Ирландия                                  | 1:1                                       | -                                         | Отборочные матчи ЧЕ-2012                  |                                           |
| 10                                        | 9 февраля 2011                            | Люксембург                                | 1:2                                       | -                                         | Товарищеский матч                         |                                           |
| 11                                        | 4 июня 2011                               | Андорра                                   | 1:0                                       | -                                         | Отборочные матчи ЧЕ-2012                  |                                           |
| 12                                        | 10 августа 2011                           | Австрия                                   | 2:1                                       | -                                         | Товарищеский матч                         |                                           |
| 13                                        | 7 октября 2011                            | Россия                                    | 0:1                                       | -                                         | Отборочные матчи ЧЕ-2012                  |                                           |
| 14                                        | 11 октября 2011                           | Македония                                 | 1:1                                       | -                                         | Отборочные матчи ЧЕ-2012                  |                                           |
| 15                                        | 29 февраля 2012                           | Турция                                    | 2:1                                       | -                                         | Товарищеский матч                         |                                           |
| 16                                        | 26 мая 2012                               | Польша                                    | 0:1                                       | -                                         | Товарищеский матч                         |                                           |
| 17                                        | 30 мая 2012                               | Нидерланды                                | 0:2                                       | -                                         | Товарищеский матч                         |                                           |
| 18                                        | 15 августа 2012                           | Дания                                     | 3:1                                       | -                                         | Товарищеский матч                         |                                           |
| 19                                        | 7 сентября 2012                           | Литва                                     | 1:1                                       | -                                         | Отборочные матчи ЧМ-2014                  |                                           |
| 20                                        | 14 ноября 2012                            | Чехия                                     | 0:3                                       | -                                         | Товарищеский матч                         |                                           |
| 21                                        | 6 февраля 2013                            | Бельгия                                   | 1:2                                       | -                                         | Товарищеский матч                         |                                           |
| 22                                        | 23 марта 2013                             | Литва                                     | 1:1                                       | -                                         | Отборочные матчи ЧМ-2014                  |                                           |
| 23                                        | 26 марта 2013                             | Швеция                                    | 0:0                                       | -                                         | Товарищеский матч                         |                                           |
| 24                                        | 7 июня 2013                               | Лихтенштейн                               | 1:1                                       | -                                         | Отборочные матчи ЧМ-2014                  |                                           |
| 25                                        | 6 сентября 2013                           | Босния и Герцеговина                      | 1:0                                       | -                                         | Отборочные матчи ЧМ-2014                  |                                           |
| 26                                        | 10 сентября 2013                          | Босния и Герцеговина                      | 1:2                                       | -                                         | Отборочные матчи ЧМ-2014                  |                                           |
| 27                                        | 11 октября 2013                           | Греция                                    | 0:1                                       | -                                         | Отборочные матчи ЧМ-2014                  |                                           |
| 28                                        | 15 ноября 2013                            | Польша                                    | 2:0                                       | -                                         | Товарищеский матч                         |                                           |
| 29                                        | 5 марта 2014                              | Израиль                                   | 3:1                                       | -                                         | Товарищеский матч                         |                                           |
| 30                                        | 26 мая 2014                               | Россия                                    | 0:1                                       | -                                         | Товарищеский матч                         |                                           |
| 31                                        | 8 сентября 2014                           | Украина                                   | 1:0                                       | -                                         | Отборочные матчи ЧЕ-2016                  |                                           |
| 32                                        | 9 октября 2014                            | Испания                                   | 2:1                                       | -                                         | Отборочные матчи ЧЕ-2016                  |                                           |